# Schistura microlabra
 Schistura microlabra és una espècie de peix de la família dels balitòrids i de l'ordre dels cipriniformes que es troba al Pakistan.